# Ewert and the Two Dragons
Ewert and the Two Dragons sono un gruppo musicale estone formatosi nel 2009. È composto dai musicisti Ewert Sundja, Erki Pärnoja, Ivo Etti e Kristjan Kallas.

## Storia del gruppo
Fondatosi a Tallinn, si sono fatti conoscere per mezzo del secondo album in studio, che seppur sia stato pubblicato nel 2011 è risultato uno dei dischi più consumati a livello nazionale nel corso del 2018 in seguito al lancio della Eesti Tipp-40. Il successo riscontrato dall'album è stato sufficiente a permettere al gruppo di trionfare cinque volte agli Eesti Muusikaauhinnad, i principali premi musicali estoni.
A febbraio 2015 è stato reso disponibile il terzo disco Circles, che agli EMA ha vinto come album rock dell'anno, oltre a ottenere svariate nomination.
Il quarto album Hands Around the Moon, uscito a fine 2018 attraverso la RCA, ha esordito direttamente in vetta alla Albumid tipp-40. Nell'ambito degli Eesti Muusikaauhinnad 2019 sono stati dichiarati vincitori di tutte e tre le categorie per cui erano stati candidati.

## Formazione
- Ewert Sundja – voce, tastiera
- Erki Pärnoja – chitarra, cori
- Ivo Etti – basso, chitarra acustica, cori
- Kristjan Kallas – batteria, percussioni

## Discografia

### Album in studio
- 2009 – The Hills Behind the Hills
- 2011 – Good Man Down
- 2015 – Circles
- 2018 – Hands Around the Moon

### Album dal vivo
- 2021 – Live at the Arena

### Singoli
- 2012 – (In the End) There's Only Love
- 2014 – Pictures
- 2015 – Million Miles
- 2017 – We Wait for the Light (con i Brainstorm)
- 2018 – Journey
- 2018 – Somewhere
- 2020 – Fade Away (con i Cartoon)
- 2023 – Hold Me Now